# Hati
Hati Hróðvitnisson (ve staré norštině čteno jako: [ˈhɑte ˈhroːðˌwitnesˌson], kde Hati znamená „Ten, kdo nenávidí“, nebo „Nepřítel“) je v severské mytologii vlk, který se svým bratrem Sköllem každý den pronásleduje Mani (měsíc) a Sól (Slunce) na obloze v naději, že je jednou dopadnou a pohltí. V den, kdy se jim to podaří, má přijít bájný Ragnarök.

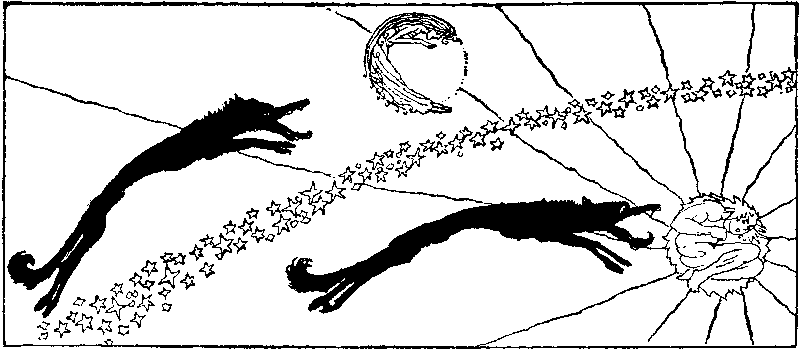
Dalece a dávno (Far away and long ago), Willy Pogany, Ilustrace z knihy Ódinovi děti (The children of Odin) z kapitoly „Jak Loki na Ásgard protivenství přivedl“ ("How Loki wrought mischief on Asgard")

Není zcela jasné, který z nich pronásleduje slunce a který měsíc. V Prozaické Eddě se udává, že Hati pronásleduje měsíc a Sköll slunce. Zároveň je však v Poetické Eddě v písni o Grímnim (Grímnismál) napsáno:
Sköll je jméno vlka,

který za jasným jde božstvem
až k lemu lesa.
A jiný vlk, Hati,
Hródvitnův syn,

doprovází nevěstu nebes.
Píseň o Grímmim, Poetická Edda, 
Vzhledem k tomu, že v originále je pro Sköllovu kořist použito označení goði (bůh), které je rodu mužského obdobně jako slovo Máni znamenající měsíc, zatímco pro Hatiho kořist je použito slovo brúðr (nevěsta), které je rodu ženského stejně jako Sól (slunce), mohli bychom z této úvahy vyvodit závěr, že Hati loví slunce a Sköll naopak měsíc.
Ve stejné sloce je také zmíněno, že Hati je Hródvitnův syn. V písni Lokiho pře (nebo pouze Loki) (Lokasenna) z Poetické Eddy je zmíněno podobné slovo Hróðrsvitnir („slavný vlk“) jako přezdívka pro Fenrira, což však naznačuje tomu, že Sköll a Hati jsou jeho synové. Oporu to nachází i v básni Vědmina píseň (Völuspá), kde se zmiňuje, že děti Fenrira během Ragnaröku spolknou slunce.
Fenrir měl pravděpodobně před svým spoutáním okovy zplodit mnoho dětí s obryní, která žila v lesích Jotunheimu na východě Midgardu. Mnohé z nich pak měli být vlci a příšery, které porůznu obcházeli svět, ale dva nejsilnější, tj. Hati a Sköll, byli posláni pronásledovat Sól a Máni.

## Pověst o pronásledování slunce a měsíce
Na počátku daroval Ódin bohu slunce Sól a bohu měsíce Mani dva kouzelné vozy, aby jednou denně přejeli přes celou oblohu a přinesli tím celému světu světlo. Ódin ale nepředvídal, že se oba bohové velmi snadno rozptýlí, zastaví, nebo změní směr. Sól se na nebi mnohdy zastavil, rád pozoroval přírodu a mořské vlny, jak naráží na útesy. Mani zase sledoval, co dělají lidé.
Jejich zastávky měly velký dopad nejen na bohy, ale také na lidi. Z nejedněch úst bylo neustále slyšet stížnosti. Nikdo nevěděl, kdy je den a kdy noc, kdy jít spát a kdy být vzhůru. To Ódina rozhněvalo natolik, že jim začal hrozit svým kouzelným kopím. Mani a Sól však věděli, že není nikdo, kdo by je dokázal nahradit, a tak nebrali jeho hrozby vážně. Loki jako mnohokrát předtím přišel s řešením, které však nese znak jeho proradnosti; setkal se s vlky Sköllem a Hatim, dětmi jeho syna Fenrira, a navrhl, že pokud se bohové slunce a měsíce zpozdí, tak kouzlo vytáhne vlky na oblohu a ti je začnou pronásledovat. Pokud vlci Slunce a Měsíc chytí, mohou je spolknout.
Když Sól a Mani viděli ona divoká zvířata, jak se na ně ženou, okamžitě vyrazili a začali plnit své povinnosti. Cyklus dne a noci se vrátil k normálnímu rytmu.
Sköll byl z oněch dvou vlků tichý a málomluvný; nesnášel nedobrovolnost své práce. Závodění se sluncem jej obvykle bavilo a byl si vědom toho, že je to stále lepší osud, než jaký potkal jeho otce. Hati byl více náladový, často propukl od veselých neplech k hněvu a z hloubi duše nesnášel kouzlo, které ho se svým bratrem tak často táhlo k nebi.
Podle legendy měli oba vlci během Ragnaröku dohnat slunce a měsíc, chytit je a nakonec spolknout. Svět tak ovládla temnota a ponořil se do chladného vesmíru, což má být předzvěst konce. V Poetické Eddě je touto událostí popisován začátek Ragnaröku